# Trevor Pinnock

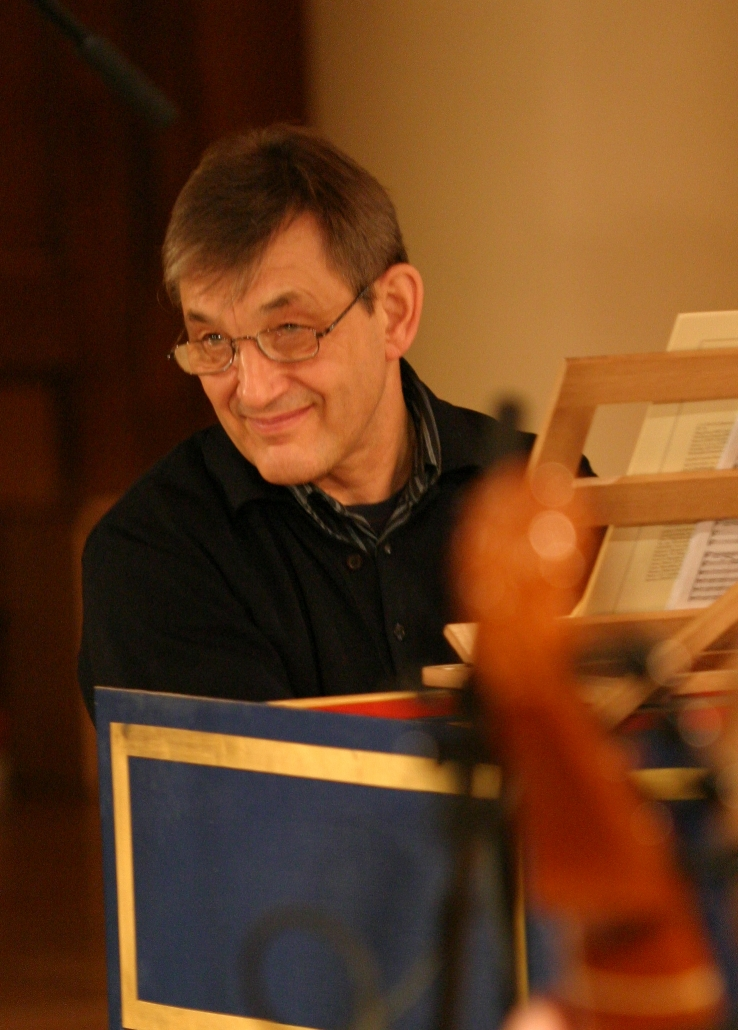
Trevor Pinnock (2006)

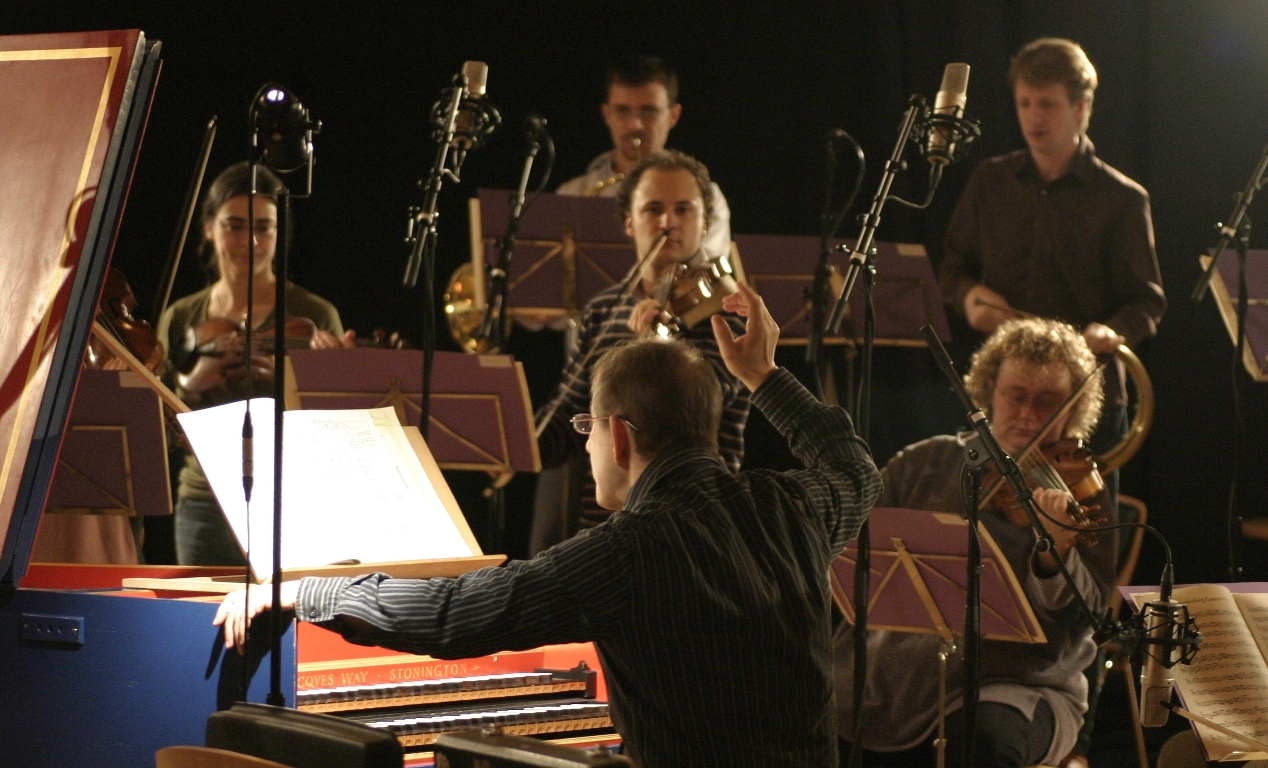
Trevor Pinnock dirigiert das European Brandenburg Ensemble in Sheffield (2006).

Trevor David Pinnock (* 16. Dezember 1946 in Canterbury, England) ist ein englischer Dirigent und  Cembalist.

## Leben
Pinnock erhielt seinen ersten Musikunterricht als Chorknabe mit sieben Jahren an der Kathedrale von Canterbury. Von 1964 bis 1967 studierte er am Royal College of Music in London Orgel und Cembalo. Er widmet sich überwiegend der Alten Musik. 1972 gründete er das Ensemble The English Concert, das auf historischem Instrumentarium musiziert (siehe Historische Aufführungspraxis).
1990 dirigierte Pinnock die New Yorker Classical Band. Seit 1991 leitet er das National Arts Centre Orchestra Ottawa. Pinnock nahm zahlreiche Schallplatten auf. Neben den Werken der Alten Musik spielte er u. a. auch Musik von Manuel de Falla, Robert Gerhard, Walter Leigh und Frank Martin ein. Pinnock wurde 1999 mit dem Händelpreis der Stadt Halle geehrt.
Im Herbst 2008 trat Pinnock erstmals als Gastdirigent der Berliner Philharmoniker auf.